# Emelda Piata Zessi
Emelda Piata Zessi (8 de abril de 1997) é uma voleibolista camaronesa. 

## Carreira
Emelda Piata Zessi em 2016, representou a Seleção Camaronesa de Voleibol Feminino nos Jogos Olímpicos de Verão no Rio de Janeiro, que foi 12º colocada.